# ماريو إيريارت
ماريو إيريارت (بالإسبانية: Mario Iriarte)‏ هو موسيقي وكاتب أغاني ومدرس تشيلي، ولد في 18 أغسطس 1955.